# Морлаци (млетачки добровољци)
Морлачке трупе биле су нерегуларна војна група у Далматинској загори, сачињена од Морлака, које је ангажовала Млетачка република у борби против Османског царства у Кандијском рату (1645—1669) и Великом турском рату (1683—1699).

## Вође
Вође трупа, капетани или касније називано харамбаше, имале су неколико титула у млетачкој служби. Харамбаше су некада били Италијани,Срби или Хрвати а ретко и Морлаци.
Кандијски рат
- Стјепан Сорић, католички свештеник, „governator delli Morlachi”
- Илија Смиљанић, „governator principale”
- Петар Смиљанић, „capo”
- Цвијан Шарић, православни поп, заштитник православља, вођа Морлака, харанбаша са чином сердара.
- Вук Мандушић, „capo direttore”
- Јанко Митровић, „capo principale de Morlachi”
- Шимун Бортулачић, „governator”
- Јован Драчевац, „governator”
- Петроније Селаковић, православни монах

Велики турски рат
- Стојан Јанковић, „cavalier”

## Историја
Морлаци су били далматински Срби, ратници против Турака. Током Кандијског рата, била је потребна чврста организација, са официрском командом над неколико харамбаша. У почетку је тај положај био неодређен. Ускочка или морлачка војска имала је мање од 1.500 бораца..

## Насљеђе
Припадници морлачких или ускочних трупа су опјевани у српским епским народним пјесмама, у којим им је посвећен посебан циклус.